# Pieter de Hooch
Pieter Hendricksz. de Hooch, baptisé le 20 décembre 1629 à Rotterdam et mort entre 1684 et 1694 à Amsterdam, est un peintre néerlandais du siècle d’or. Représentant du baroque.
Il est considéré comme l’un des principaux maîtres de la scène de genre.

## Biographie

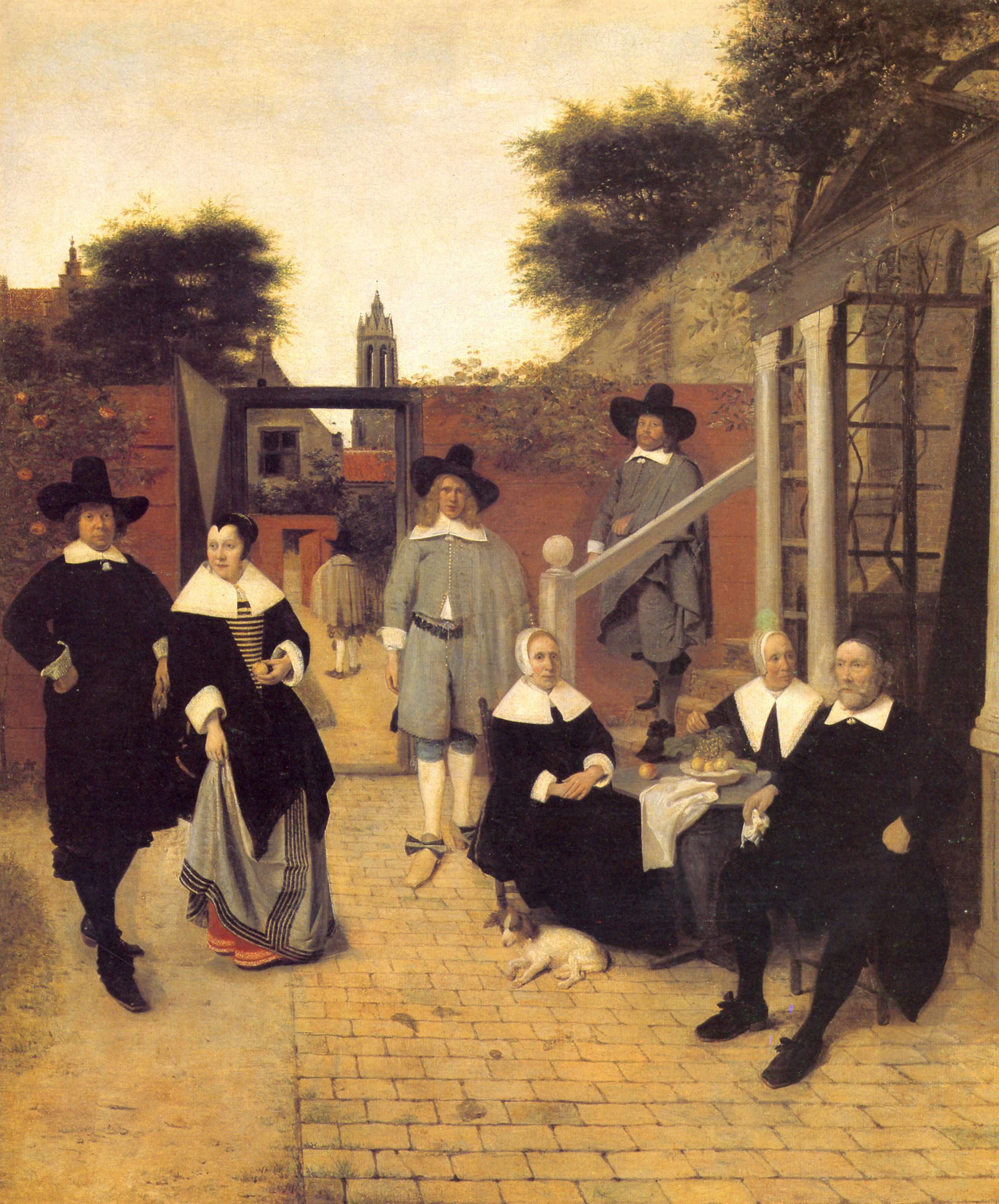
Portrait de famille dans une cour de Delft (1658-1660), Académie des beaux-arts de Vienne.

Pieter de Hooch est baptisé à l’église Saint-Laurent de Rotterdam le 20 décembre 1629. De Hooch est l’aîné des cinq enfants de Hendrick Hendricksz. De Hooch, maçon, et d’Annetge Pieters, sage-femme, mais les quatre autres enfants mourront tous en bas âge. Selon Arnold Houbraken, il aurait fait son apprentissage à Haarlem, entre 1645 et 1647 environ, qu’en même temps que Jacob Ochtervelt chez le peintre paysagiste Nicolaes Berchem ; son œuvre ne montre cependant aucune parenté stylistique avec celle de ce dernier. Roland E. Fleischer soutient, quant à lui, l’hypothèse selon laquelle Hooch aurait été l’élève de Ludolf de Jongh à Rotterdam, ce qui semble plausible, étant donné les similitudes de style entre les premières œuvres de De Hooch et les réalisations de De Jongh. Par la suite, De Hooch subira l’influence de Rembrandt et de Carel Fabritius.
La première source qui le mentionne comme résidant à Delft date d’août 1652 : lui et Hendrick van der Burch, son apprenti, sont alors mentionnés comme témoins lors de l’ouverture d’un testament. Il y travaille surtout pour un riche marchand de linge et collectionneur de peintures du nom de Justus de La Grange, lequel possédera en 1655 au moins onze œuvres du peintre. En mai 1654, il épouse la sœur de Van der Bruch, Jannetje, union dont naîtront sept enfants. Dès l’année suivante, en 1655, il est inscrit à la guilde de Saint-Luc locale. Ses débuts de la période à Delft sont marqués par la pauvreté car, si l’on excepte les commandes de La Grange, ses œuvres, scènes comiques aux couleurs sombres, ne rencontrent pas le succès.
Vers 1658, le style de De Hooch évolue vers plus de clarté ; ses représentations deviennent plus aérées et, grâce à l’utilisation de la perspective, elles gagnent également en profondeur. Vraisemblablement influencé par Johannes Vermeer, il réalise ses meilleures œuvres pendant cette courte période, jusqu’à environ 1662.

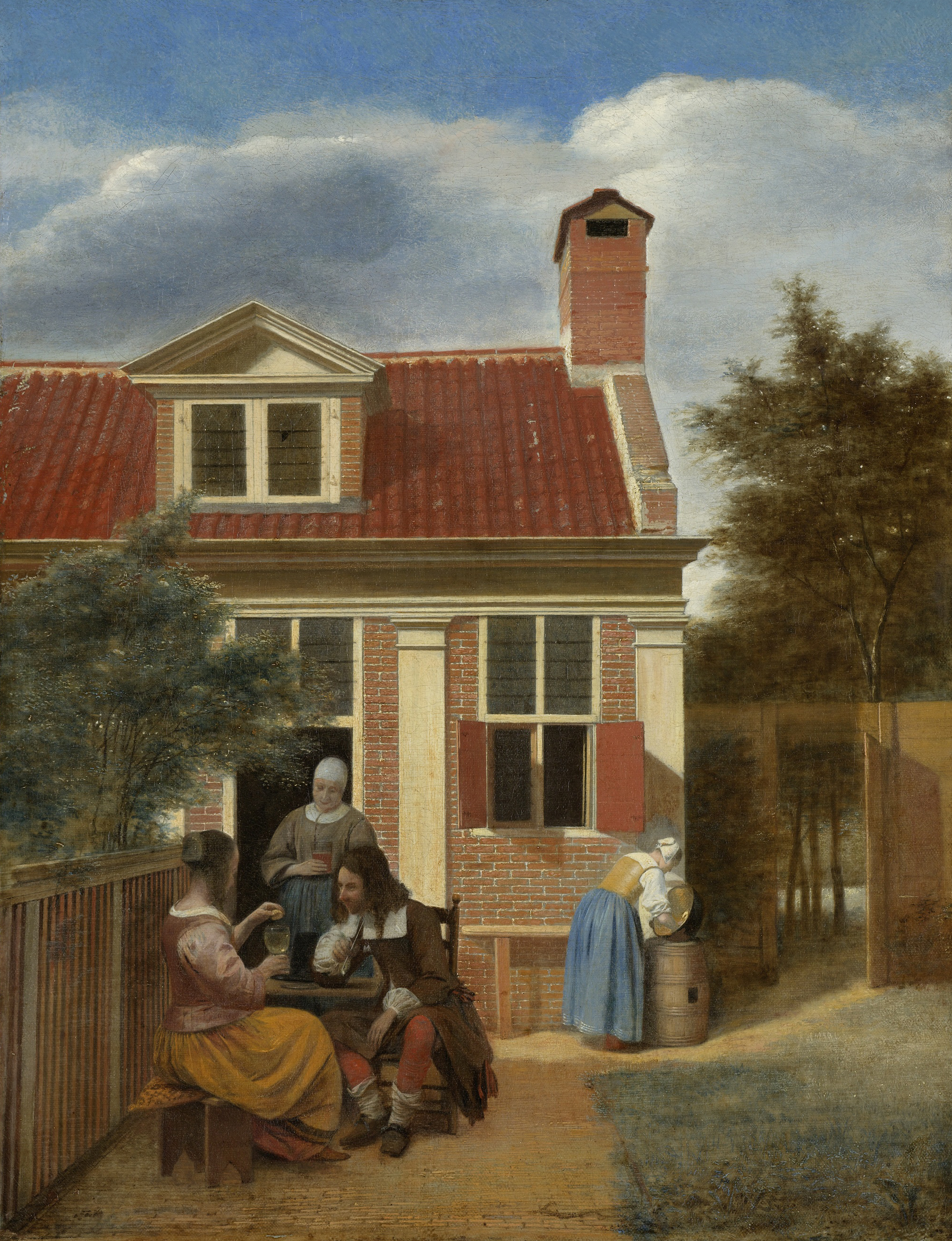
Personnages dans une arrière-cour (1663-1665), Rijksmuseum Amsterdam.

En 1660 ou 1661, il part s’établir à Amsterdam, où il entre sans doute en contact avec la haute société, comme l'attestent les riches et élégants intérieurs qu'il représente. Les formats sont plus grands, mais le style pictural plus lourd, avec des ombres moins transparentes. On connaît de cette période moins d’œuvres de Pieter de Hooch.
Malgré de riches clients, il passe ses premières années à Amsterdam dans un quartier pauvre. Ce n’est qu’en 1668 qu’il emménage dans un meilleur quartier, ses moyens ne lui permettant toutefois pas d’acheter sa propre maison.
Peu de choses sont connues des dernières années de sa vie. Il a souvent, alors, été confondu avec son fils, Pieter Pietersz. De Hooch, qui semble avoir été également son apprenti. Celui-ci est mort à l’Asile de fous (la Dolhuis) d’Amsterdam, où il était interné depuis 1679, et fut enterré le 24 mars 1684 au cimetière Saint-Antoine (St. Anthonius Kerkhof). On ignore l’année où il est mort, soit la même année que son fils, soit dans la décennie qui suivit.

## Œuvre

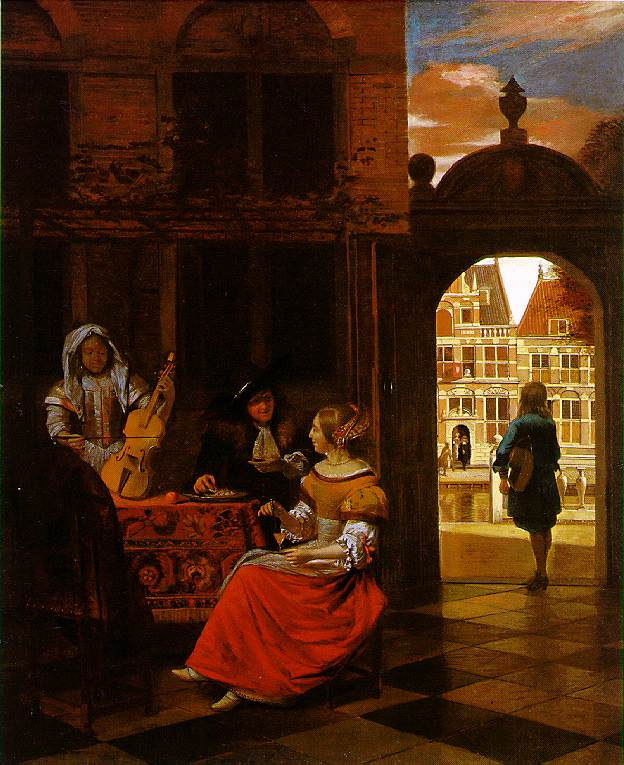
Fête musicale dans une cour (1677)
National Gallery, Londres

Arnold Houbraken, important auteur de biographies de peintres, ne disposait en 1719 que de peu d’informations concernant Pieter de Hooch. Dans le jugement qu’il porte sur son œuvre, il le qualifie comme « ayant excellé dans la peinture d’intérieurs avec des groupes de messieurs et dames ». Néanmoins, Houbraken ne comprend pas de Hooch — pas plus d’ailleurs que Vermeer —, dans sa liste des meilleurs artistes du XVIIe siècle.
Le style de Pieter de Hooch est caractérisé par le raffinement lyrique de la composition picturale et une grande maîtrise de la profondeur spatiale. Au début de sa carrière, celui-ci, comme beaucoup de jeunes peintres à son époque, peint surtout la vie des soldats, des paysages avec des cavaliers et des archers par exemple ; mais, il ne s’intéresse pas tant aux sujets qu’au développement de son traitement de la lumière, de la couleur et de la perspective. Après son arrivée à Delft, il se met à réaliser des scènes de genre avec des personnages qui mangent, boivent et jouent de la musique.
Plus tard, à partir de 1658, il représente surtout les intérieurs du siècle d'or, avec des personnages essentiellement féminins. De façon frappante, il peint quasi systématiquement des sols en carrelage, qui permettent d’observer sa maîtrise évidente des lignes de perspective. La profondeur des peintures est en général renforcée par une vue vers l’extérieur, vers une cour, ou une autre pièce de la maison, qui est toujours plus éclairée que la scène principale du tableau.
La représentation d’un intérieur paisible était populaire au siècle d’or, ce qui peut s’expliquer par le fait que la guerre de Quatre-Vingts Ans (1568-1648) venait juste de prendre fin et que le pays aspirait à la paix et à la tranquillité.
En peignant des femmes au travail, Pieter de Hooch idéalise la vie domestique hollandaise, les vertus simples, la gestion ménagère efficace, et la bonne éducation des enfants. Ainsi dit-on du tableau Tâche maternelle, qui représente une mère épouillant son enfant, qu’il se réfère à un poème de Jacob Cats : « Kam, kam u menigmaal, en niet het haar alleen, maar ook dat binnen schuilt, tot aan het innig been. », (« Peignez, peignez-vous moult fois, et pas les cheveux seulement, aussi ce qui se cache en dedans, jusqu’à l’os intérieur. »), qui signifie que l’on ne doit pas seulement soigner et nettoyer ses cheveux, mais aussi son âme.
Pieter de Hooch utilise une palette de couleurs chaude, avec beaucoup de rouge et de tons rouge-brun.

## Influences
Le nom de Pieter de Hooch est souvent cité aux côtés de celui de Vermeer. Il n’est pas évident de savoir lequel des deux influença l’autre — et peut-être l’influence fut-elle réciproque — mais les deux œuvres, affectionnant les femmes occupées à des tâches ménagères, sont tout à fait différents. Ses peintures contiennent presque toujours une vue vers l’extérieur, tandis que Vermeer se limite la plupart du temps à une fenêtre laissant pénétrer la lumière depuis la gauche. Vermeer préfère représenter l'humanité des scènes intimes, et peint avec une douceur extrême qui rend ses femmes particulièrement charmantes, vivantes et presque accessibles. De Hooch, quant à lui, joue sur la précision du contexte culturel et social, ce qui fait de son œuvre un témoignage précieux sur la société hollandaise du XVIIe siècle, sans pour autant devoir être considérée comme un simple miroir promené dans les maisons cossues.
D’autres peintres sont également cités parmi les influences de De Hooch : pour sa période du début, Rembrandt, Carel Fabritius et Nicolaes Maes. Jan Steen, ensuite, même si les intérieurs de De Hooch sont toujours plus propres et rangés. Enfin citons Gerard ter Borch.

## Œuvres partielles

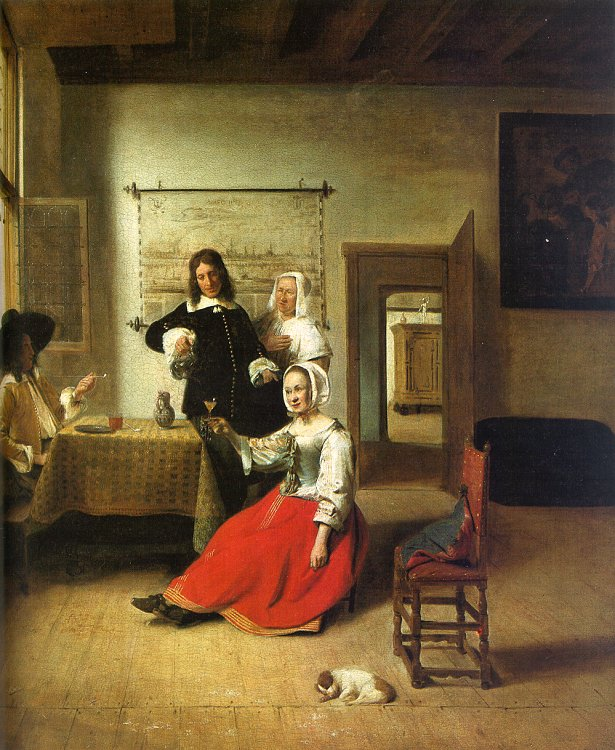
La Buveuse (1658), musée du Louvre, Paris.

- Un homme offrant un verre de vin à une femme (vers 1653), huile sur toile, 53 × 42 cm, Musée de l'Ermitage, Saint-Pétersbourg ;
- Le Verre vide (1653-1654), huile sur toile, 44 × 35 cm, Musée Boijmans Van Beuningen, Rotterdam ;
- Deux soldats et une servante à la trompette (1654-1655), huile sur toile, 76 × 66 cm, Kunsthaus de Zurich ;
- Un homme avec des oiseaux morts dans une étable (vers 1655), huile sur bois, 53,5 × 49,7 cm, National Gallery, Londres ;
- La Visite (vers 1657), huile sur bois, 68 × 58 cm, Metropolitan Museum of Art, New York
- Femme préparant des légumes dans la pièce arrière d'une maison hollandaise (v. 1657), toile, 60 × 49 cm, Musée du Louvre, Paris.
- Une femme et deux hommes sous une tonnelle (1657-1658), huile sur toile, 44 × 38 cm, Metropolitan Museum of Art, New York ;
- Une femme buvant avec deux hommes (vers 1658), huile sur toile, 73,7 × 64,6 cm, National Gallery, Londres ;
- Joueurs de cartes dans une pièce ensoleillée (1658), huile sur toile, 76,2 × 66,1 cm, Royal Collection, Château de Windsor ;
- La Buveuse (1658), huile sur toile, 69 × 60 cm, Musée du Louvre, Paris ;
- Buveurs dans une cour (1658), huile sur toile, 68 × 58 cm, National Gallery of Scotland, Édimbourg ;
- La Cour d'une maison de Delft (1658), huile sur toile, 73 × 60 cm, National Gallery, Londres ;
- Une nourrice donnant le sein avec un enfant et un chien (1658-1660), huile sur toile, 68 × 56 cm, Fine Arts Museums of San Francisco ;
- Portrait de famille dans une cour de Delft (1658-1660), huile sur toile, 113 × 97 cm, Académie des beaux-arts de Vienne ;
- La Chambre à coucher (1658-1660), huile sur toile, 50,8 × 61 cm, Staatliche Kunsthalle Karlsruhe ;
- Une cour hollandaise (1659-1660), huile sur toile, 70 × 60 cm, National Gallery of Art, Washington ;
- Femme laçant son corset près d'un berceau (1659-1660), huile sur toile, 92 × 100 cm, Musées d'État de Berlin.

### À Amsterdam

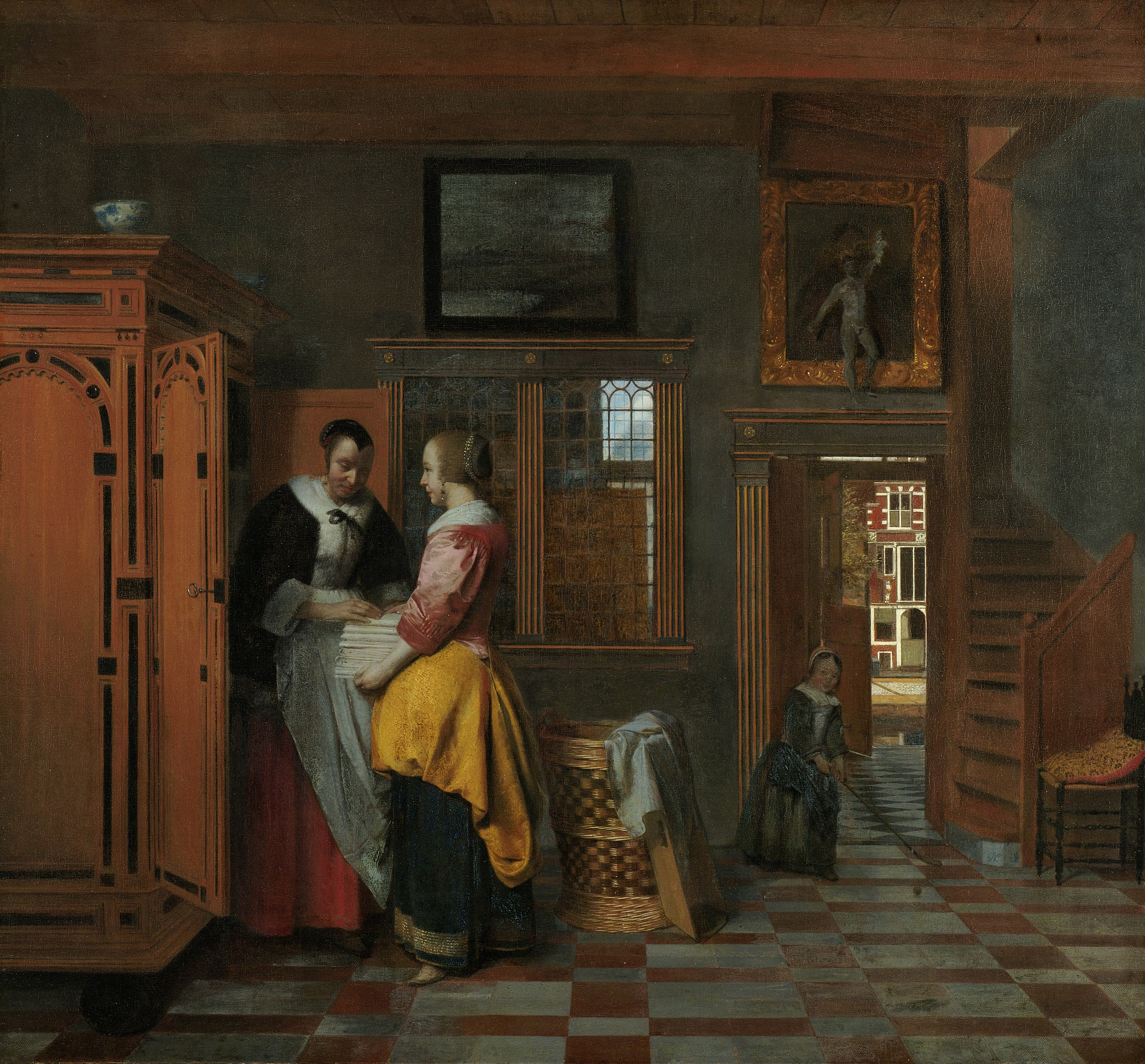
L'Armoire à linge (1665), Rijksmuseum, Amsterdam.

- La Mère (vers 1660), huile sur toile, 52,5 x 61 cm, Rijksmuseum Amsterdam ;
- Dame et sa Domestique dans la cour (vers 1660), huile sur toile, 73,7 × 62,6 cm, National Gallery, Londres ;
- La Maîtresse et la Servante au seau (vers 1660), huile sur toile, 53 × 42 cm, musée de l'Ermitage, Saint-Pétersbourg ;
- Gens dans un intérieur (vers 1660), huile sur toile, 73,7 × 64,6 cm, National Gallery, Londres ;
- Une femme préparant du pain et du beurre pour un garçon (1660-1663), huile sur toile, 68,3 × 53 cm, Getty Center, Los Angeles ;
- La Chambre du conseil à l'hôtel de ville d'Amsterdam (1661-1670), huile sur toile, 113 × 99 cm, musée Thyssen-Bornemisza, Madrid ;
- Intérieur avec un jeune couple (1662-1666), huile sur toile, 55 × 63 cm, Metropolitan Museum of Art, New York ;
- La Peleuse de pommes (vers 1663), huile sur toile, 71 × 54 cm, Wallace Collection, Londres ;
- Intérieur avec des personnages (1663-1665), huile sur toile, 58 × 69 cm, Metropolitan Museum of Art, New York ;
- Le Départ pour la promenade (1663-1665), huile sur toile, 72 × 85 cm, Musée des Beaux-Arts de Strasbourg ;
- Joueurs de cartes dans un riche intérieur (1663-1665), huile sur toile, 67 × 77 cm, musée du Louvre, Paris ;
- Personnages dans une arrière-cour (1663-1665), huile sur toile, 60 × 45,7 cm, Rijksmuseum, Amsterdam ;
- Femme lisant une lettre (1664), huile sur toile, 55 × 55 cm, Musée des beaux-arts de Budapest ;
- La Maison de campagne (vers 1665), huile sur toile, 61 × 47 cm, Rijksmuseum Amsterdam ;
- L'Armoire à linge (1665), huile sur toile, 72 × 77,5 cm, Rijksmuseum Amsterdam ;
- Femme avec un broc d'eau, et un homme assis sur un lit (1667-1670), huile sur toile, 62 × 52 cm, Metropolitan Museum of Art, New York ;
- Couple au perroquet (1668), huile sur toile, 73 × 62 cm, Wallraf-Richartz Museum, Cologne ;
- Un homme remettant une lettre à une femme dans l'entrée d'une maison (1670), huile sur toile, 68 × 59 cm, Rijksmuseum, Amsterdam ;
- Le Paiement à l'hôtesse (vers 1670), huile sur toile, 95 × 111 cm, Metropolitan Museum of Art, New York ;
- Couple jouant aux cartes avec une servante (vers 1670), huile sur toile, 69 × 58 cm, Metropolitan Museum of Art, New York ;
- Mère nourrissant au sein et servante (1670-1675), huile sur toile, 64 × 76 cm, Kunsthistorisches Museum, Vienne ;
- Jeune Femme et sa Servante (vers 1675), huile sur toile, 65 × 55 cm, Palais des beaux-arts de Lille ;
- Fête musicale dans une cour (1677), huile sur toile, 83,5 × 68,5 cm, National Gallery, Londres.

### Anciennes attributions
- Le tableau Femme lisant que possède l’Alte Pinakothek de Munich a été incorrectement attribué à Pieter de Hooch ; il s’agit en fait d’une œuvre de Pieter Janssens Elinga.

## Galerie

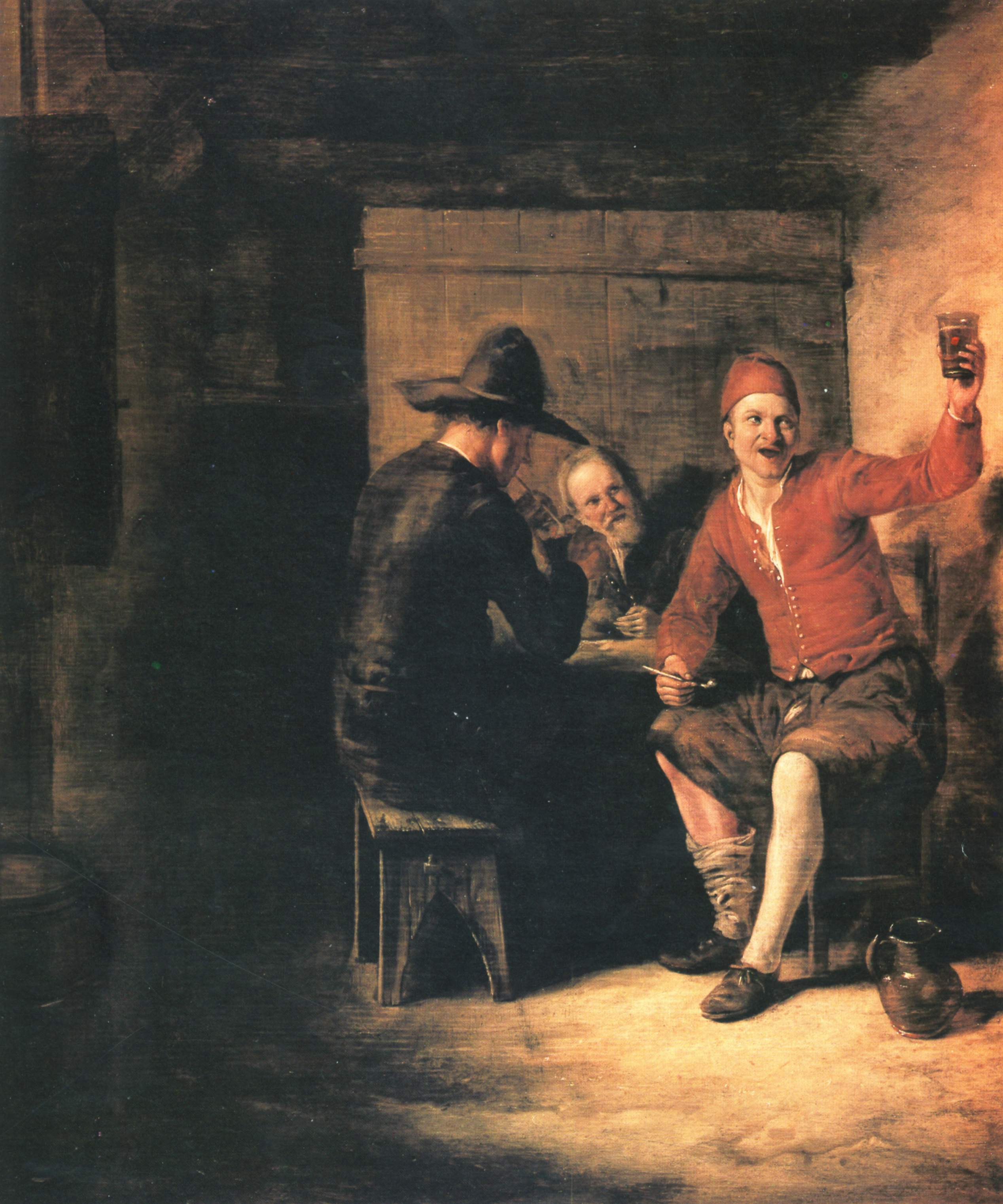
Le Joyeux Buveur, 1650.
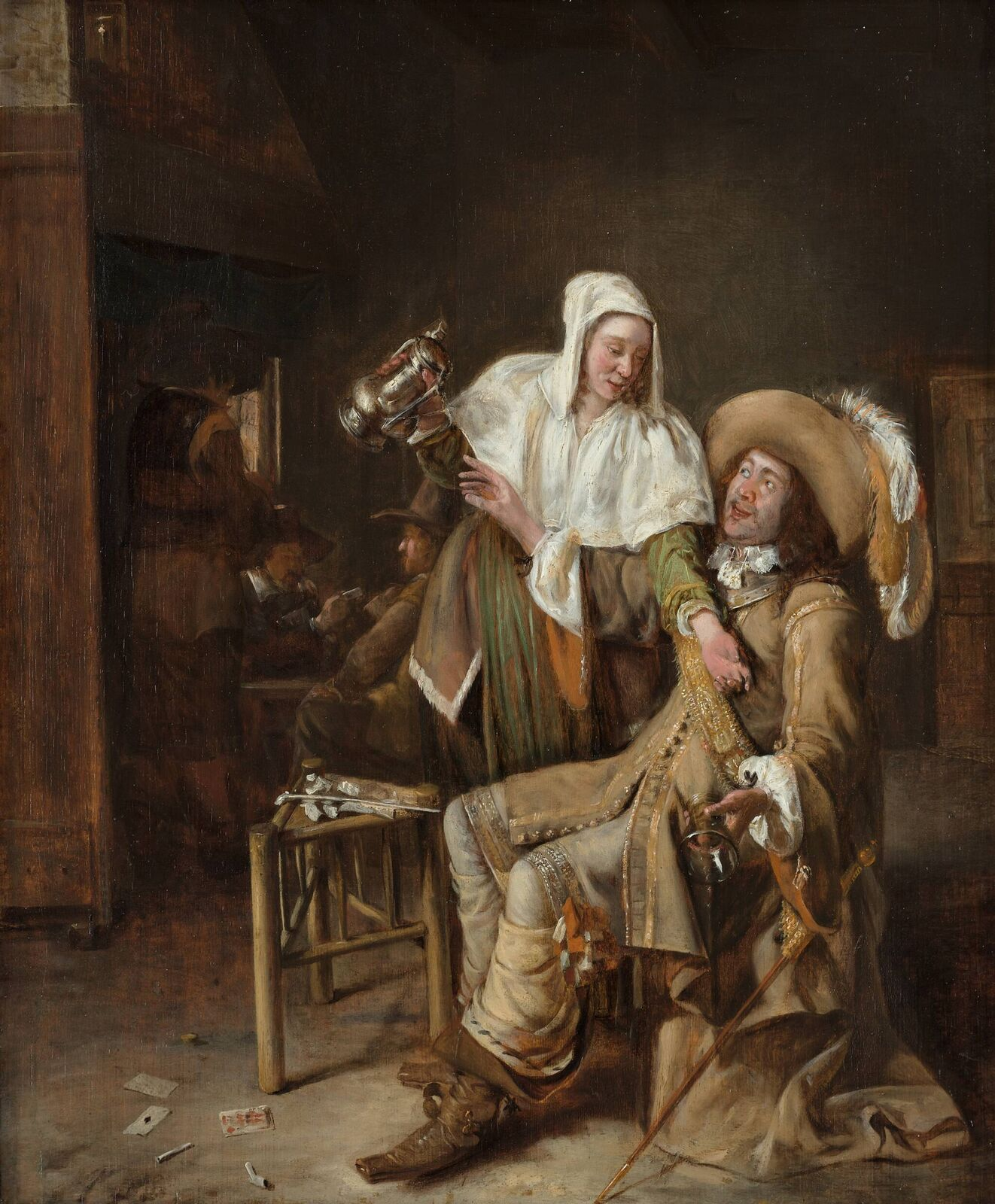
Le Verre vide, 1652.
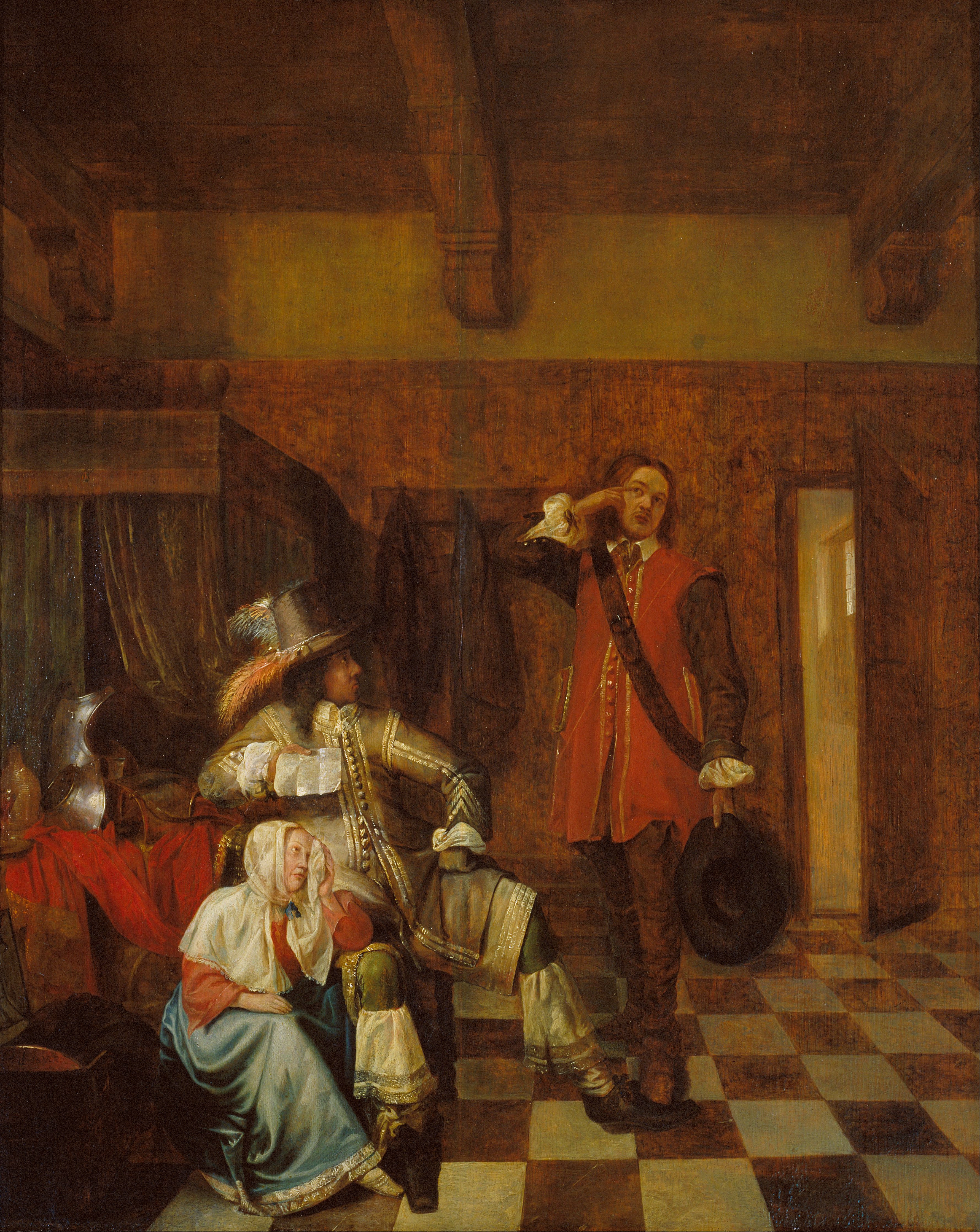
Le Porteur de mauvaises nouvelles, 1655.
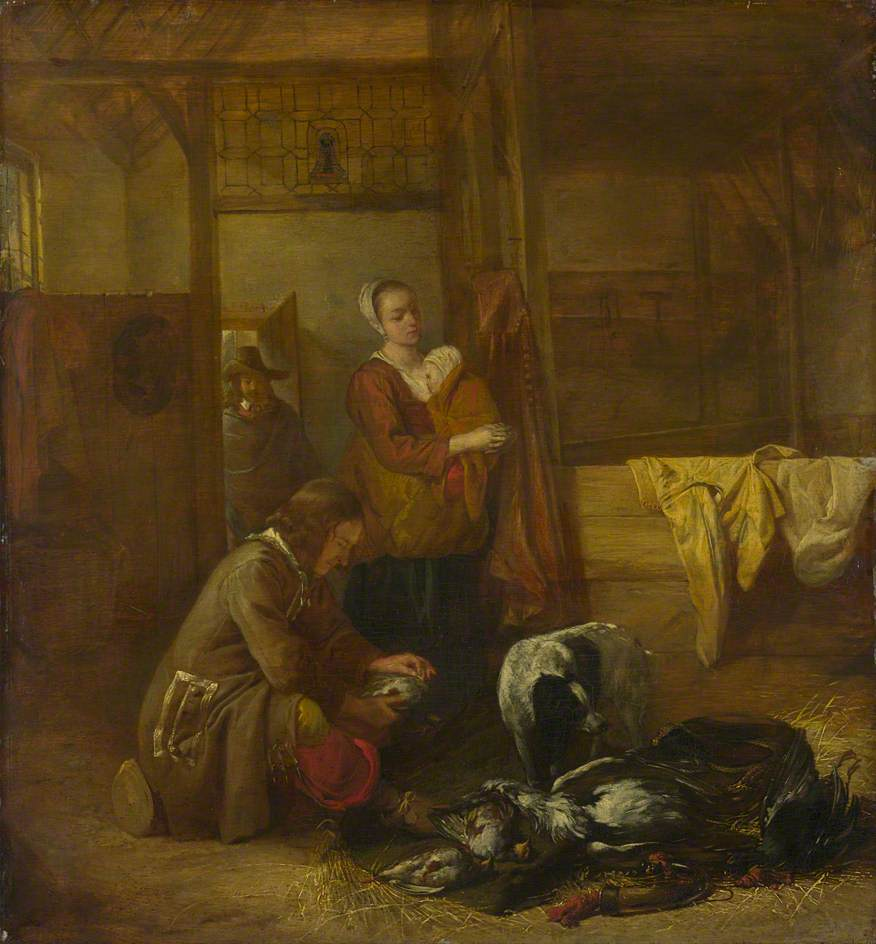
Un homme avec des oiseaux morts dans une étable, v. 1655.
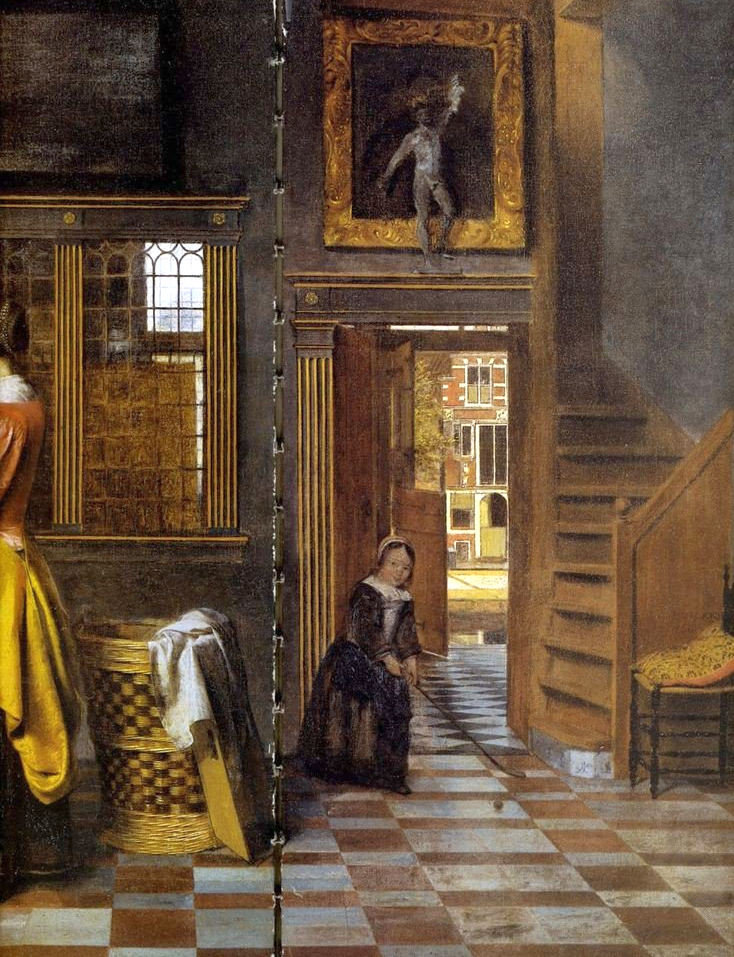
Intérieur de maison hollandaise avec enfant, 1655-1660.
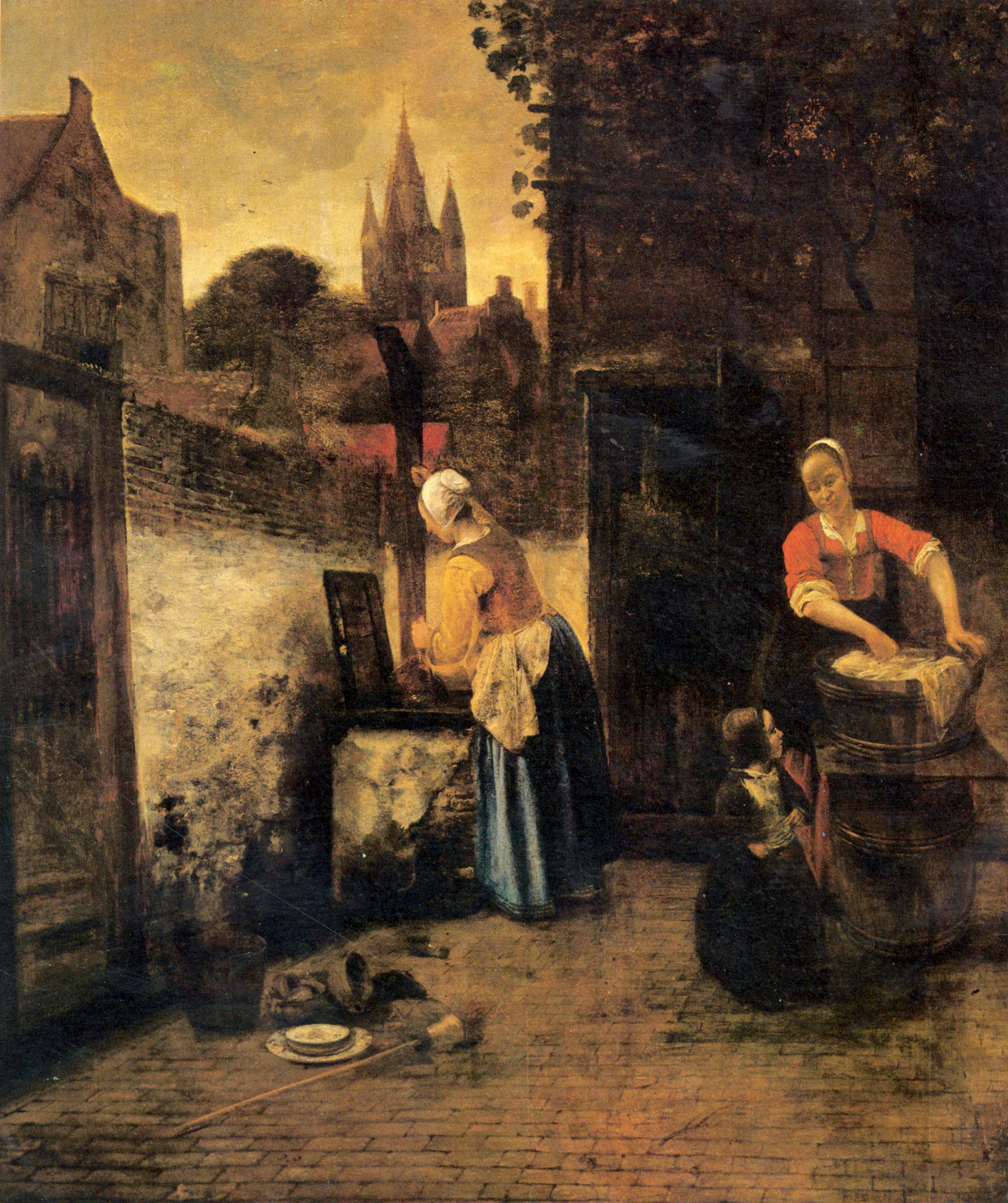
Deux Femmes et une Petite Fille dans une cour, 1657-1658.
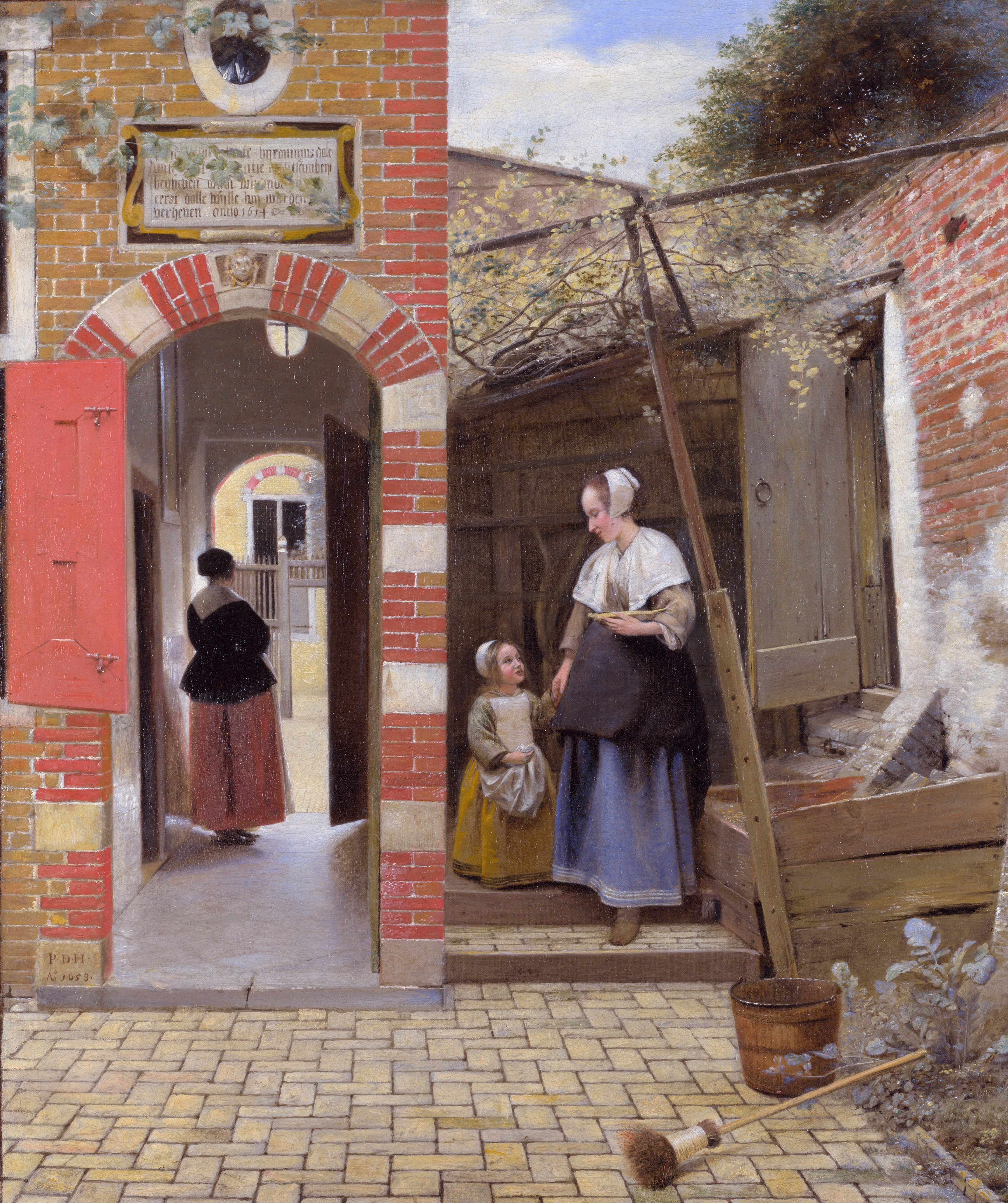
Cour d'une maison de Delft, 1658.
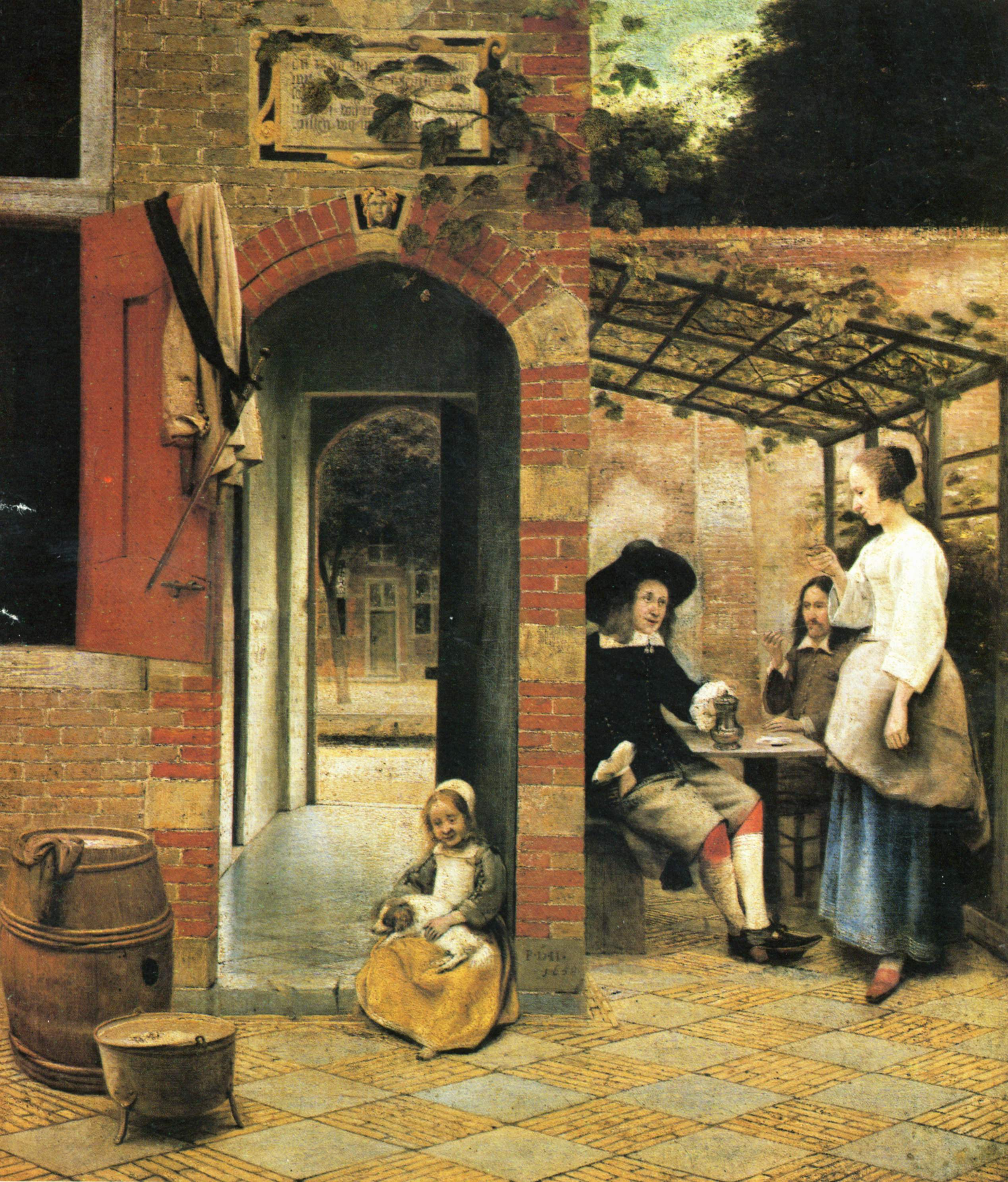
Cour avec pergola, 1658.
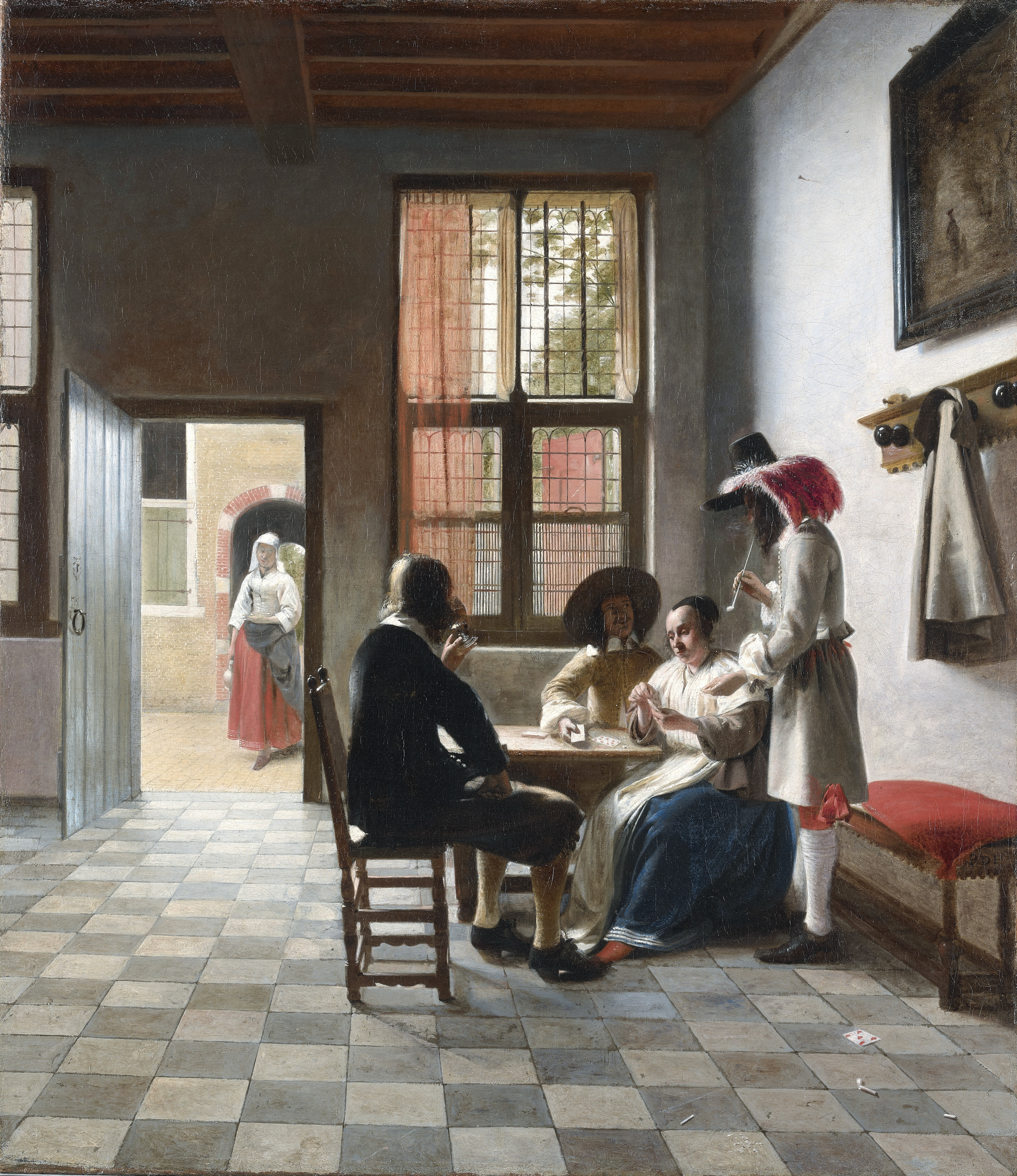
Joueurs de cartes dans une salle ensoleillée, 1658.
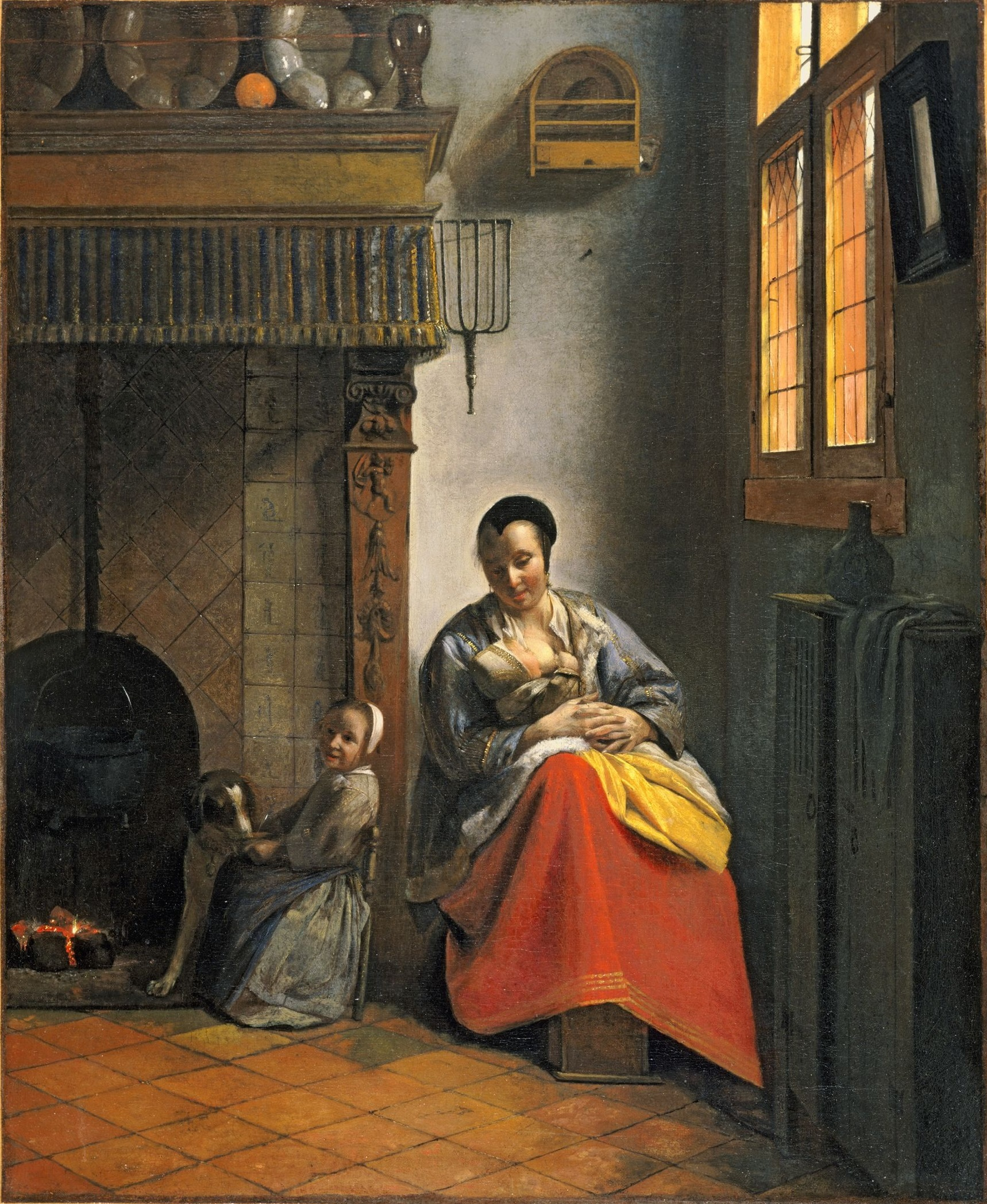
Femme allaitant un nouveau-né, avec un enfant et un chien, 1658-1660.
Mère peignant les cheveux de sa fille (tâche maternelle), 1658-1660.
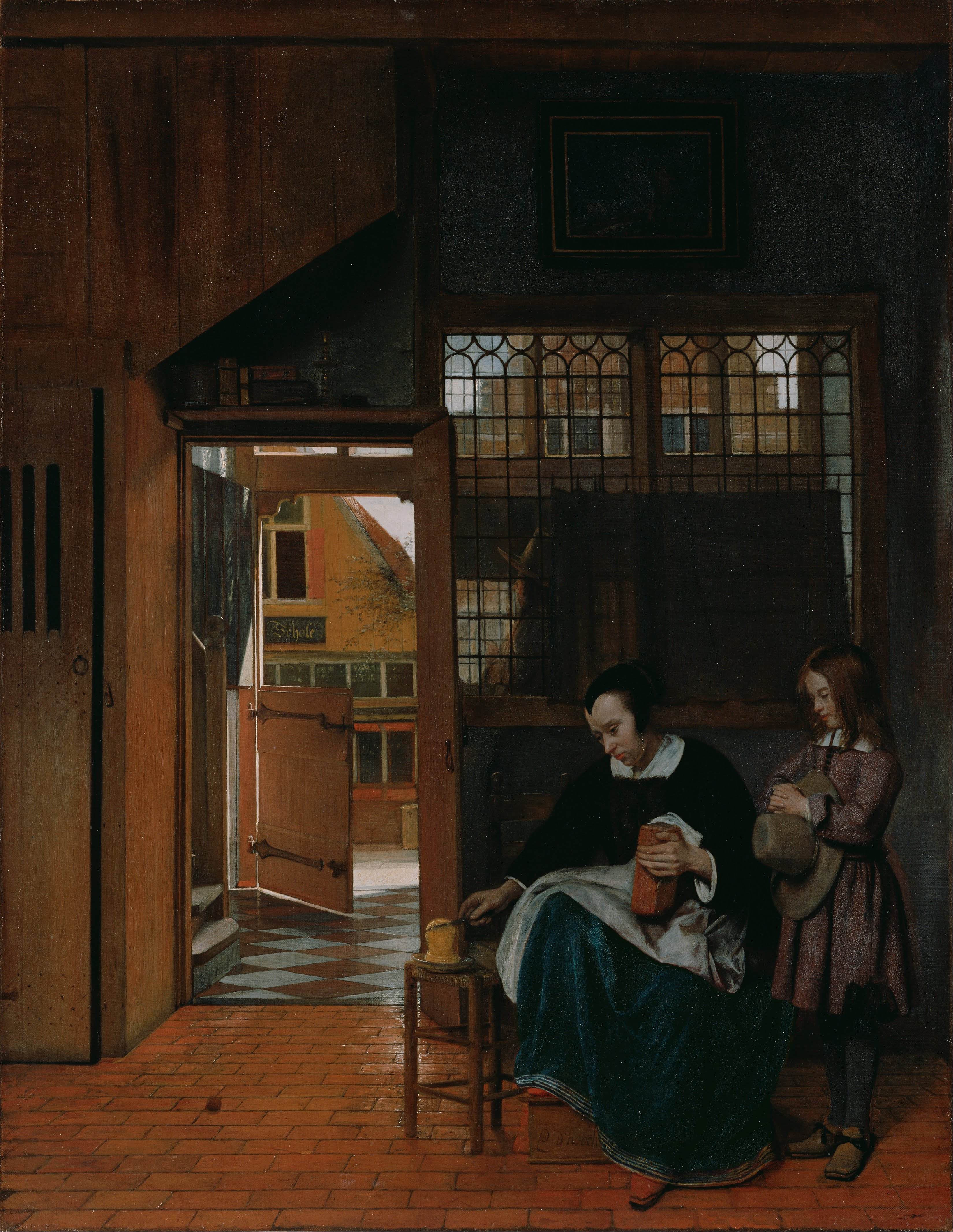
Une femme préparant du pain et du beurre pour un garçon.
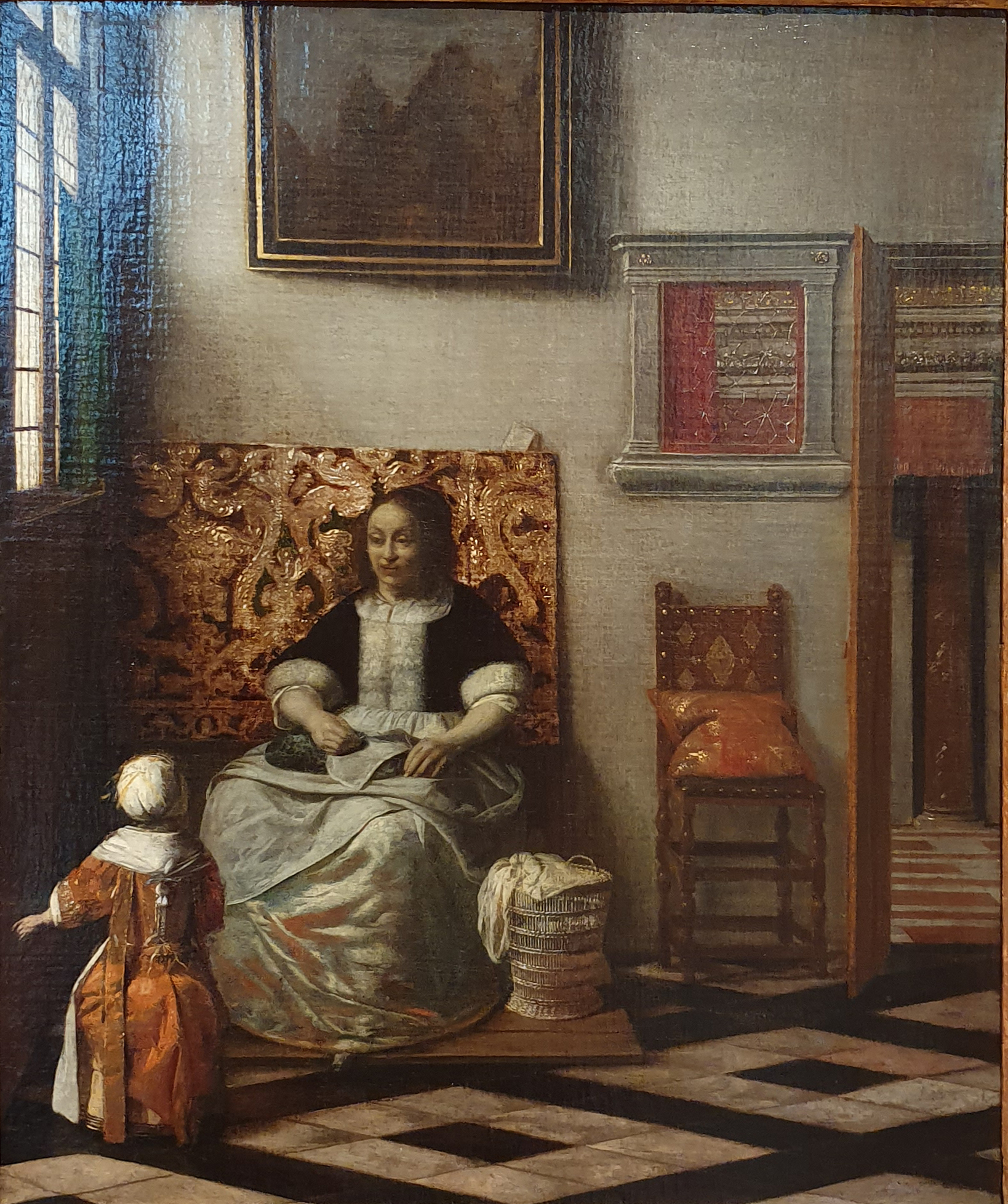
Femme à la couture avec une petite fille, 1662-1668.
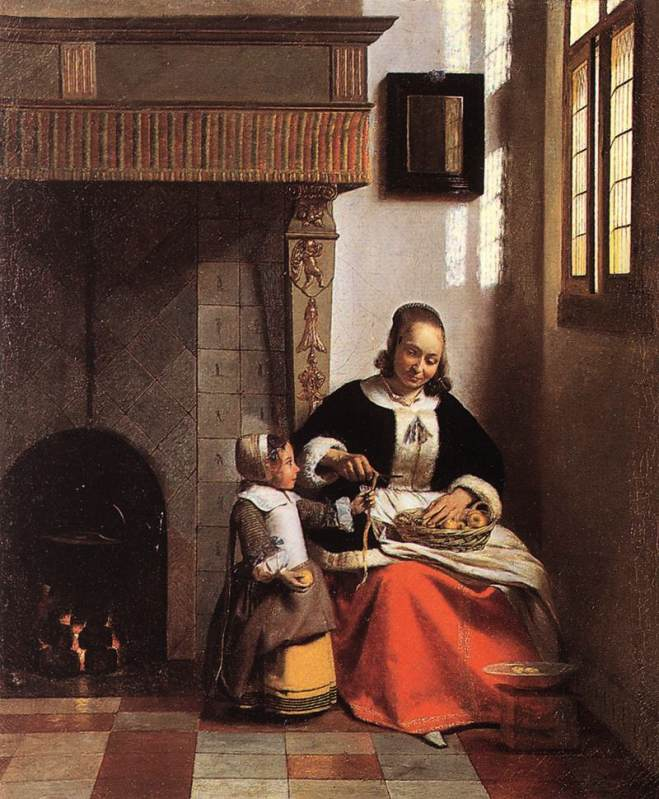
Femme pelant des pommes avec une petite fille, 1663.
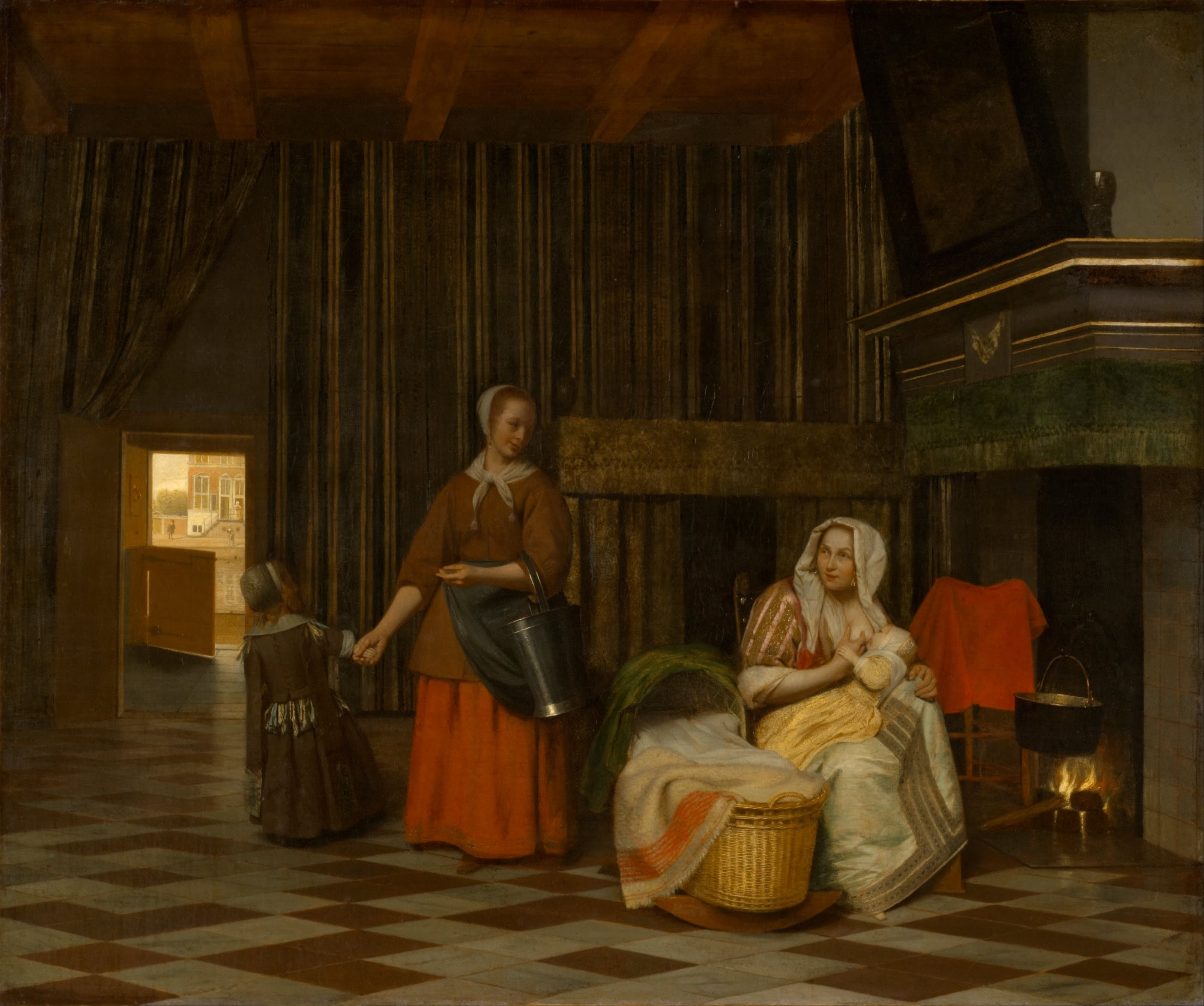
Deux Femmes et deux Enfants, 1663-1665.
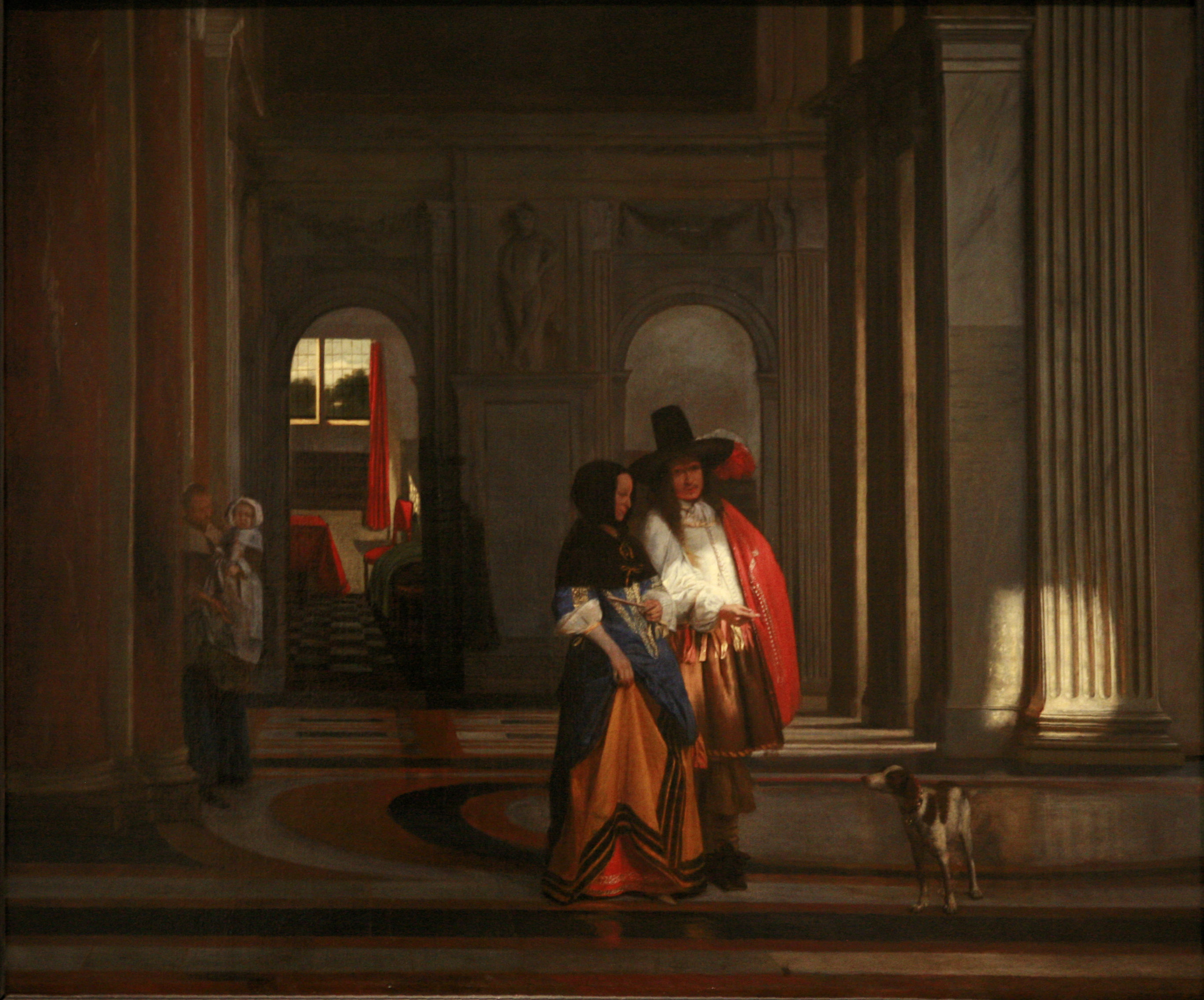
Le Départ pour la promenade, 1663-1665.
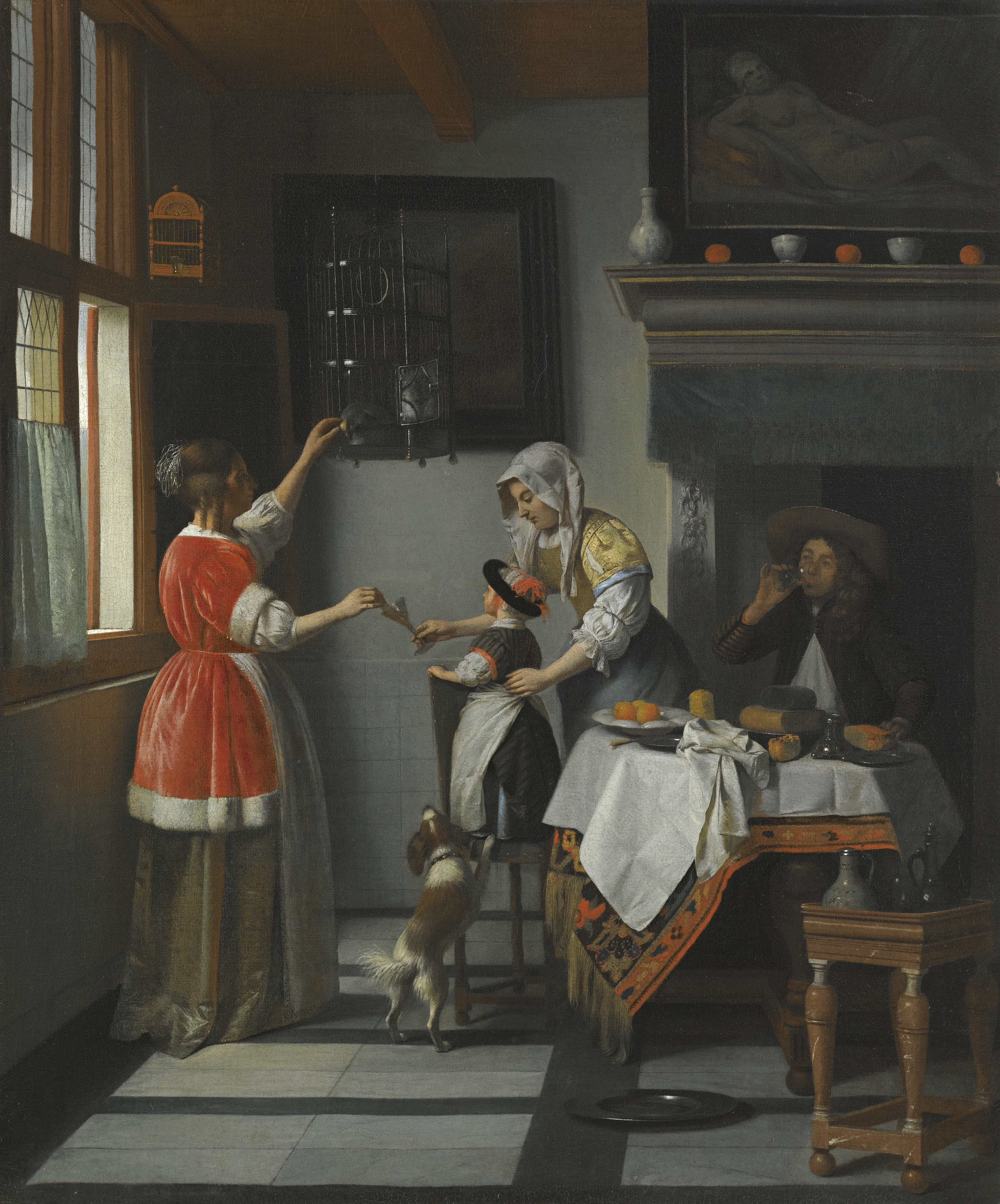
Intérieur avec un enfant en train de nourrir un perroquet, 1668-1672.